# Claudia Hiepel
Claudia Hiepel (* 10. März 1967; † 13. Februar 2023 in Soest) war eine deutsche Historikerin.

## Leben und Wirken
Hiepel legte nach einem Studium der Geschichtswissenschaft 1994 das erste Staatsexamen für das Lehramt der Sekundarstufe II (Deutsch, Geschichte) an der Universität Essen ab, wo sie von 1994 bis 1998 als wissenschaftliche Hilfskraft wirkte, 1998 promoviert wurde, von 1999 bis 2005 als Hochschulassistentin und seit 2018 als außerplanmäßige Professorin für Neuere und Neueste Geschichte tätig war.
Am Maison des Sciences de l'Homme Paris Nord forschte sie 2000/2001 im Rahmen eines DAAD-Stipendiums. Das Land Nordrhein-Westfalen förderte sie von 2002 bis 2005 mit einem Lise-Meitner-Habilitationsstipendium. Seit 2006 war sie wissenschaftliche Mitarbeiterin an der Universität Duisburg-Essen, wo sie sich 2010 habilitierte.
Von April 2012 bis März 2013 vertrat sie Gabriele Clemens als Professorin für Europäische Geschichte an der Universität Hamburg. Die Professur für Neuere und Neueste Geschichte an der Philipps-Universität Marburg vertrat sie im Sommersemester 2013. Im Wintersemester 2013/2014 vertrat sie die Professur für Neuere und Neueste Geschichte an der Universität Münster. An der Universität Kassel vertrat sie von April 2014 bis März 2015 die Professur für Geschichte Westeuropas (19./20. Jahrhundert).
Ihre Arbeitsschwerpunkte waren die Geschichte der europäischen Integration, französische Geschichte, Geschichte der deutsch-französischen Beziehungen, Katholizismusforschung, Sozialgeschichte der Arbeiter und der Arbeiterbewegungen, deutsches Kaiserreich, Bundesrepublik Deutschland/DDR, Sozial-, Politik- und Kulturgeschichte, Theorien und Methoden der Geschichtswissenschaft und Regionalgeschichte.
Für ihr Buch Willy Brandt und Georges Pompidou. Deutsch-französische Europapolitik zwischen Aufbruch und Krise wurde sie mit dem Deutsch-Französischen Parlamentspreis 2014 ausgezeichnet.

## Schriften (Auswahl)
Monographien
- Sozialer und politischer Katholizismus im Ruhrgebiet. Eine Bibliographie (= Diözese Essen. Berichte & Beiträge. Band 21). Hrsg. von Wilfried Loth, Dezernat für Gesellschaftliche und Weltkirchliche Aufgaben, Hamburg 1994, OCLC 75536163.
- Arbeiterkatholizismus an der Ruhr. August Brust und der Gewerkverein christlicher Bergarbeiter (= Konfession und Gesellschaft. Band 18). Kohlhammer, Stuttgart u. a. 1999, ISBN 3-17-015757-4 (zugleich: phil. Dissertation, Universität Essen, 1998).
- Willy Brandt und Georges Pompidou. Deutsch-französische Europapolitik zwischen Aufbruch und Krise (= Studien zur internationalen Geschichte. Band 29). Oldenbourg, München 2012, ISBN 3-486-71287-X (zugleich: Habilitationsschrift, Universität Duisburg-Essen, 2010).
  - Willy Brandt et Georges Pompidou. La politique européenne de la France et de l’Allemagne entre crise et renouveau (= Temps, espace et société. Band 1619). Presses Universitaires du Septentrion, Villeneuve-d’Ascq 2016, ISBN 978-2-7574-1156-8 (zugleich Habilitationsschrift, Universität Duisburg-Essen, 2010).

Herausgeberschaften
- mit Mark Ruff: Christliche Arbeiterbewegung in Europa 1850–1950 (= Konfession und Gesellschaft. Band 30). Kohlhammer, Stuttgart u. a. 2003, ISBN 3-17-018124-6.
- mit Michaela Bachem-Rehm und Henning Türk: Teilungen überwinden. Europäische und internationale Geschichte im 19. und 20. Jahrhundert. Festschrift für Wilfried Loth. Oldenbourg, München 2014, ISBN 3-486-71574-7.
- Europe in a Globalising World. Global Challenges and European Responses in the „long“ 1970s (= Veröffentlichungen der Historiker-Verbindungsgruppe bei der Kommission der Europäischen Gemeinschaften. Band 15). Nomos, Baden-Baden 2014, ISBN 3-8487-1343-8.
- mit Christoph Brüll, Christian Henrich-Franke und Guido Thiemeyer: Belgisch-deutsche Kontakträume in Rheinland und Westfalen, 1945–1995. Nomos, Baden-Baden 2020, ISBN 978-3-8487-6566-9.